# Lubomir Kavalek
Lubomir (Lubosh) Kavalek (checo: Lubomír Kaválek) (Praga, Checoslovaquia, 9 de agosto de 1943 - Reston, Estados Unidos, 18 de enero de 2021) fue un notable jugador de ajedrez checo-americano. La FIDE le otorgó los títulos de Maestro Internacional y de Gran Maestro en 1965.

## Vida
Kavalek nació en Praga, Checoslovaquia (ahora la República Checa). Ganó el campeonato de Checoslovaquia en 1962 y 1968. Cuando los tanques soviéticos entraron en Praga en agosto de 1968, Kavalek estaba jugando el Memorial Akiba Rubinstein en Polonia, que finalizó quedando segundo. Kavalek, que siempre había odiado el comunismo, decidió desertar y huir hacia el oeste en vez de volver a la Checoslovaquia dominada por los soviéticos. Compró varias cajas de vodka con sus victorias, que utilizó para sobornar a los guardias fronterizos y condujo hasta Alemania Occidental. En 1970 se trasladó a Washington D. C.; posteriormente se convirtió en ciudadano de los Estados Unidos.
Kavalek jugó en nueve Olimpíadas de ajedrez (tres veces como primer tablero y dos como segundo con el equipo de EE. UU.), ganando cinco medallas de bronce.
Kavalek era un brillante e imaginativo táctico. Fue co-vencedor del Campeonato de ajedrez de Estados Unidos junto a John Grefe y lo ganó autoritariamente en 1978, terminando sin perder con diez victorias y cuatro tablas, un punto por delante de James Tarjan. También en 1978, Kavalek ganó un match contra el gran maestro sueco de clase mundial Ulf Andersson por el impresionante marcador de 6.5-3.5. Kavalek ganó el campeonato de Alemania Occidental en 1981. Fue editor jefe de las publicaciones ajedrecísticas de RHM Press en Nueva York desde 1973 hasta 1986. Fue el redactor de la columna de ajedrez del Washington Post desde 1986.
Como director ejecutivo de la Asociación de Grandes Maestros, Kavalek organizó la primera Copa del Mundo 1988-1989.
Kavalek tuvo una notable carrera como entrenador, trabajando con Yasser Seirawan y Robert Hübner. Kavalek también trabajó como entrenador del GM británico Nigel Short en los exitosos matches de Short contra el campeón del mundo Anatoli Kárpov y el GM holandés Jan Timman, conduciendo a Short en 1993 al match del Campeonato del Mundo contra Garry Kasparov. Short despidió a Kavalek poco después de empezar el último match, que Kasparov ganó de forma decisiva. Short y Kavalek posteriormente escribieron artículos para revistas de ajedrez criticándose entre sí.
Kavalek estuvo clasificado entre los cien mejores jugadores del mundo desde el final de 1962 hasta septiembre de 1988, llegando al número 25 en 1973, cuando consiguió su récord de ELO de 2626. Hay que remarcar que alcanzó de nuevo el top 100 en 1998 y lo retuvo hasta que se retiró en 1999 con un ELO de 2594, siendo el número 95 del mundo. En la lista de enero de 2008 tenía un ELO de 2527.

## Partidas de ajedrez notables
A continuación se encuentra una brillante victoria de un joven Kavalek contra el gran maestro soviético Eduard Gufeld. De acuerdo con Larry Evans, el equipo de fútbol de Gufeld había ganado al de Kavalek el día anterior, y Kavalek se tomó la revancha:
Gufeld-Kavalek, Olimpiada estudiantil, Mariánské Lázne 1962. 1.e4 e5 2.Cf3 Cc6 3. Ab5 Ac5 4. c3 f5 5.d4 fxe4 6.Cg5 Ab6 7.d5 e3 8.Ce4 Dh4 9.Df3 Cf6 10.Cxf6+ gxf6 11.xc6 exf2+ 12.Rd1 dxc6 13.Ae2 Ae6 14.Dh5+ Dxh5 15.Axh5+ Re7 16.b3 Ad5 17.Aa3+ Re6 18.Ag4+ f5 19.Ah3 Thg8 20.Cd2 Axg2 21.Axg2 Txg2 22.Tf1 Td8 23.Re2 Txd2+ 24.Rxd2 e4 25.Af8 f4 26. b4 Tg5 27. Ac5 Txc5! 28. bxc5 Axc5 Ahora el blanco tiene dos torres por un alfil, pero no puede parar la marcha de los peones negros. 29.Tab1 f3 30.Tb4 Rf5 31.Td4 Axd4 32.cxd4 Rf4 0-1 Una extraordinaria posición final. El negro tiene una torre menos, pero sigue manteniendo sus ocho peones y el blanco está indefenso ante ellos.
A continuación se encuentra una de las mejores partidas de Kavalek, en la que se sacrifica una dama por un alfil contra el super gran maestro húngaro Lajos Portisch:
Portisch-Kavalek, Wijk aan Zee 1975. 1.d4 Cf6 2.c4 g6 3.Cc3 Ag7 4.e4 d6 5.f3 c6 6.Ae3 a6 7.Ad3 b5 8.e5 Cfd7 9.f4 O-O 10.Cf3 Cb6 11.b3 C8d7 12.a4 bxc4 13.bxc4 c5 14.a5 cxd4 15.Cxd4 dxe5 16.Cc6 De8 17.axb6 exf4 18.Cd5 fxe3 19.Cc7 Ac3+ 20.Rf1 Ab7 21.Cxe8 Axc6 22.Cc7 Tad8 23.Tc1 Ad2 24.Cd5 Axd5 25.cxd5 Cxb6 26.Tc5 Cxd5 27.g3 Td6 28.Rg2 Tfd8 29.Txd5 Txd5 30.Ac4 Tf5 31.Db3 Tf2+ 32.Rh3 Td6 33.Db8+ Rg7 34.Da7 g5 35.Dxe7 g4+ 36.Rxg4 Tg6+ 37.Rh3 Th6+ 38.Rg4 Tg6+ 1/2-1/2